# Медична демографія
Медична демографія (соціальна медицина) – вивчення стану здоров’я населення, впливу соціальних і екологічних умов життя на демографічні процеси, аналіз причин смертності та розробка на цій основі соціально-гігієнічних заходів, спрямованих на забезпечення найсприятливішого розвитку демографічних процесів і поліпшення здоров’я населення. Вона виникла на стику загальної демографії (переважно економічної) і соціальної гігієни на початку 1970-х років

## Демографія людського виду
Згідно з експертними оцінками, популяції людей, одночасно проживали на Землі 1 млн. років тому (стадія Homo erectus), налічували 100 тис. індивідів, до часу появи Homo sapiens -близько 500 тис., 30 - 20 років тому - приблизно 5 млрд. Протягом багатьох тисячоліть населення Землі росло надзвичайно повільно. Починаючи з епохи Великих географічних відкриттів темпи зростання народонаселення значно зросли і наблизилися до експоненційної закономірності, потім (з 1600 по 1990 рр.) зростання населення Землі нагадував гіперболу. В останні роки зростання чисельності наблизився до лінійного із середнім значенням абсолютного приросту близько 86 млн. осіб на рік. За прогнозами Фонду народонаселення ООН цей темп збережеться до 2015 року, коли загальна чисельність людей досягне 7, 5 млрд. Зростання чисельності населення в XX столітті називають "Демографічним вибухом".

## Демографічні проблеми України
Протягом останніх років в динаміці здоров'я населення України намітився ряд негативних тенденцій, в певній мірі пов'язаних з незадовільною екологічною ситуацією. В Україні з початку 90 - х років відсутній природний приріст населення, а тривалість життя на 6 років нижча, ніж у розвинених країнах. У 1913 році на території 5 сучасної України проживало 35, 2 мільйони осіб., В 1940 році - 41, 3 мільйони, нині - близько 50 мільйонів. Таким чином, в порівнянні з  1913 роком кількість населення збільшилася на 46, 8%, а в порівнянні з 1940 роком - на 25%.

### Значення вивчення демографії для медицини
- планування заходів з охорони здоров'я;
- комплексна оцінка стану здоров'я;

- складання науково-обґрунтованих прогнозів;

- організація медичної допомоги

## Здоров'я населення

### Соціально-економічні фактори, що впливають на формування стану здоров'я населення України
- екологічні умови

- валовий національний продукт

- соціальне розшарування населення

- рівень освіти

- бідність

- безробіття

- соціальна незахищеність громадян

- вживання алкогольних напоїв, тютюну, наркотичних речовин

- низька фізична активність

Доведено, що приблизно на 50% здоров'я людини визначає спосіб життя. Негативними його чинниками є шкідливі звички, незбалансоване, неправильне харчування, несприятливі умови роботи, моральні та психічні навантаження, малорухливий спосіб життя, погані матеріально-побутові умови, незгода в сім'ї, самотність, низький освітній та культурний рівень тощо негативно позначається на формуванні здоров'я і несприятлива екологічна обстановка, зокрема забруднення повітря, води, ґрунту, а також складні природно-кліматичні умови (внесок цих чинників - до 20%). Велике значення має стан генетичного фонду популяції, схильність до спадкових хвороб. Це ще близько 20%, які визначають сучасний рівень здоров'я населення. на охорону здоров'я припадає 10% "внеску" в той рівень здоров'я населення, яке ми маємо на сьогоднішній день.
Загальновизнаними показниками ризику для здоров'я є число додаткових випадків смерті, захворювань, вродженої патології, скорочення очікуваної тривалості життя населення або середню скорочення тривалості життя будь-якої людини. Встановлено, що скорочення тривалості життя внаслідок різних причин становить такі цифри: самотність чоловіче - 3500 днів, жіноче - 1600, куріння - 2250, надмірна вага тіла - 1300, низький освітній рівень (нижче 8 класів) - 850, низький соціально економічний рівень - 700, проживання в екологічно несприятливому районі - 500, вживання алкоголю - 130 днів і т.п., але часто має місце їх комплексна дія.
Важливою проблемою є поширеність шкідливих звичок серед населення. Ситуація з алкоголізмом в країні відзначалася гостротою і в минулі часи, а за останні роки стала надзвичайно загрозливою. Населення стало вживати більше міцних спиртних напоїв, низькосортних вина і горілки, сурогатів, фальсифікатів. Все це відбувається на тлі недостатнього, незбалансованого харчування. В процес алкоголізації втягуються жінки і молодь. результати соціологічних досліджень свідчать про те, що вживання алкогольних напоїв з року в рік зростає. За оцінками експертів, вживання алкоголю в Україні має негативну тенденцію: в 1991 м воно дорівнювало 10,6 л. абсолютного алкоголю, в 2000 - приблизно 13,0 л. на душу населення. Вибіркові дослідження показують, що лише 9,5% чоловіків і 21,0% жінок старше 18 років ведуть тверезий спосіб життя. Вже давно відзначена висока ступінь зв'язку між показниками споживання, рівнем травматизму і рівнем смертності від нещасних випадків.

#### Захворюваність населення
Збірне поняття, яке включає в себе показники, що характеризують рівень, структуру і динаміку різних захворювань серед населення і різних його груп на даній території. Для вивчення і характеристики захворювання виділяють  3 поняття:
- власне захворюваність

- хворобливість

- патологічна ураженість